# Liste der Hochschulen in Stockholm
Dies ist eine Liste der Universitäten und Hochschulen in Stockholm; es gibt in Stockholm insgesamt 16 staatliche und 4 private Hochschulen.

## Universitäten
- Karolinska Institutet KI, mit Standorten in Solna und Huddinge
- Königlich Technische Hochschule Stockholm KTH (schwedisch: Kungliga Tekniska Högskolan)
- Universität Stockholm SU, Stockholm (schwedisch: Stockholms universitet)

## Sonstige Hochschulen
- Collegium Regium Stockholmense Stockholm
- Erikastiftung Stockholm (schwedisch: Ericastiftelsen)
- Ersta-Sköndal-Hochschule Stockholm ESH (schwedisch: Ersta Sköndal högskola)
- Gymnastik- und Sporthochschule Stockholm GIH (schwedisch: Gymnastik och Idrottshögskolan)
- Hochschule für Film, Radio, Fernsehen und Theater Stockholm (schwedisch: Dramatiska Institutet)
- Handelshochschule Stockholm, Stockholm HHS (schwedisch: Handelshögskolan i Stockholm)
- Konstfack Stockholm
- Kungliga Konsthögskolan Stockholm KKH (schwedisch: Kungliga Konsthögskolan)
- Königliche Musikhochschule Stockholm KMH (schwedisch: Kungliga Musikhögskolan)
- Königin-Sophia-Hochschule für Krankenpflege Stockholm (schwedisch: Sophiahemmets Sjuksköterskehögskola)
- Hochschule für Musikpädagogik Stockholm (Stockholms musikpädagogisches Institut) SMI (schwedisch: Stockholms Musikpedagogiska Institut)
- Opernhochschule Stockholm (schwedisch: Operahögskolan)
- Rot-Kreuz-Hochschule Stockholm RKH (schwedisch: Röda Korsets högskola)
- Hochschule Södertörn in Huddinge (schwedisch: Södertörns högskola)
- Tanzhochschule Stockholm (schwedisch: Danshögskolan)
- Theaterhochschule Stockholm THS (schwedisch: Teaterhögskolan)
- Theologische Hochschule Stockholm THS (schwedisch: Teologiska Högskolan)